# Natal Indian Congress
Der Natal Indian Congress (benannt nach der Kolonie Natal in Anlehnung an den Indischen Nationalkongress; kurz NIC) war eine Interessenvertretung der zugewanderten Inder im Südafrika des späten 19. Jahrhunderts und wurde anfangs von Mohandas Karamchand Gandhi als Generalsekretär geleitet.

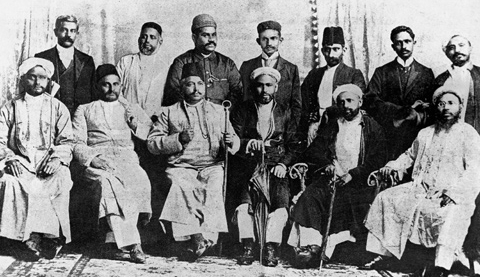
Die Gründer des Natal Indian Congress; M. Gandhi ist der vierte von rechts in der oberen Reihe.

1894 organisierte Gandhi erstmals mit Hilfe des von ihm gegründeten Natal Indian Congress einen Widerstand der indischen Einwanderer gegen diskriminierende Gesetze wie die Aberkennung des Stimmrechtes. 1919 wurde der NIC Teil des South African Indian Congress (SAIC), blieb aber als Unterorganisation bis zum Ende der Apartheid bestehen.
In den 1950er Jahren verbündete sich der SAIC unter Beteiligung der NIC-Mitglieder Monty Naicker, Mosie Moola und Abdulhay Jassat mit dem African National Congress. Auch an der Gründung der United Democratic Front im Jahr 1983 beteiligte sich der NIC.